# Gadolinium(III)-nitrat
Gadolinium(III)-nitrat ist eine anorganische chemische Verbindung des Gadoliniums aus der Gruppe der Nitrate.

## Gewinnung und Darstellung
Gadolinium(III)-nitrat kann durch Reaktion von Gadolinium(III)-oxid mit Distickstofftetroxid gewonnen werden.
{\displaystyle \mathrm {2\ Gd_{2}O_{3}+9\ N_{2}O_{4}\longrightarrow 4\ Gd(NO_{3})_{3}+6\ NO} }

## Eigenschaften
Gadolinium(III)-nitrat ist ein weißer, sehr gut in Wasser löslicher Feststoff. Das Hexahydrat ist ebenfalls ein weißer Feststoff.

## Verwendung
Gadolinium(III)-nitrat wird als wasserlösliches und Neutronen absorbierendes Salz in Moderatoren von Atomreaktoren zur Steuerung und Notabschaltung verwendet.